# كنز اللغة القشتالية أو الإسبانية

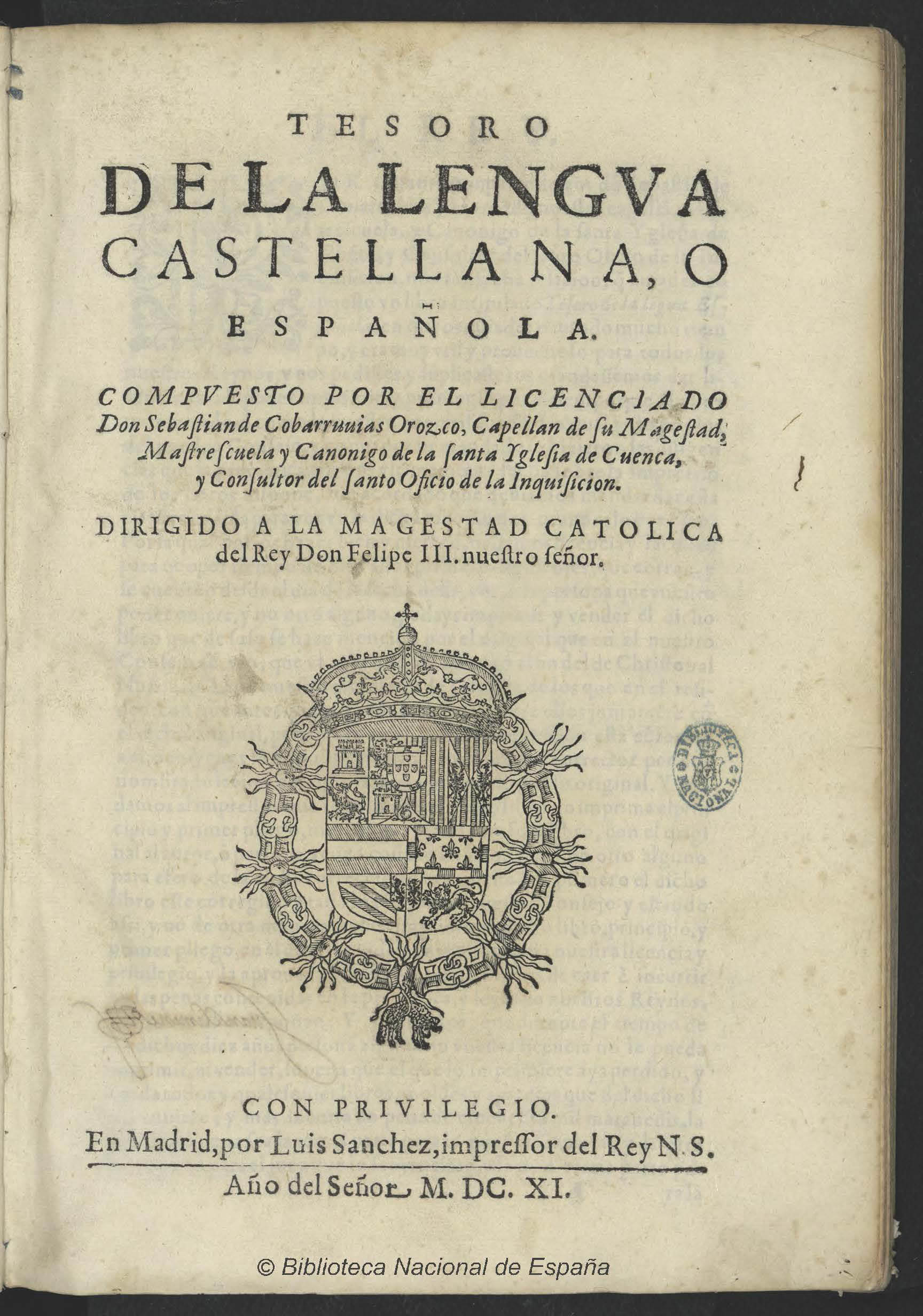
غلاف الطبعة الأولى الأصلية من كتاب "الكنز" (1611).

كنز اللغة القشتالية أو الإسبانية (بالإسبانية: Tesoro de la lengua castellana o española) هو قاموس إسباني من تأليف العالِم سباستيان دي كوفاروباياس ونُشر في عام 1611. ويُعد أول قاموس أحادي اللغة للغة القشتالية ، بمعنى أنه أول قاموس يُعَرِّف المفردات القشتالية باستخدام نفس اللغة. كما أنه أول قاموس من هذا النوع يُنشر للغة عامية في أوروبا.

## الكتابة
بدأ سيباستيان دي كوفاروبياس في كتابة ما سيصبح "كنز اللغة الإسبانية" في ربيع عام 1605، وقد أكمل ذلك العمل في السنوات التالية لهذا العام في مدينتي بلنسية وكوينكا. ونتيجةً لشيخوخة المؤلف -حيث كان في السادس والستين من عمره عندما بدأ ذلك العمل- قلَّل كوفاروباياس متوسط عدد مقالات الكلمات في القاموس ابتداءًا من الحرف C؛ خوفًا من أن يموت قبل إكمال عمله.

## خصائص العمل

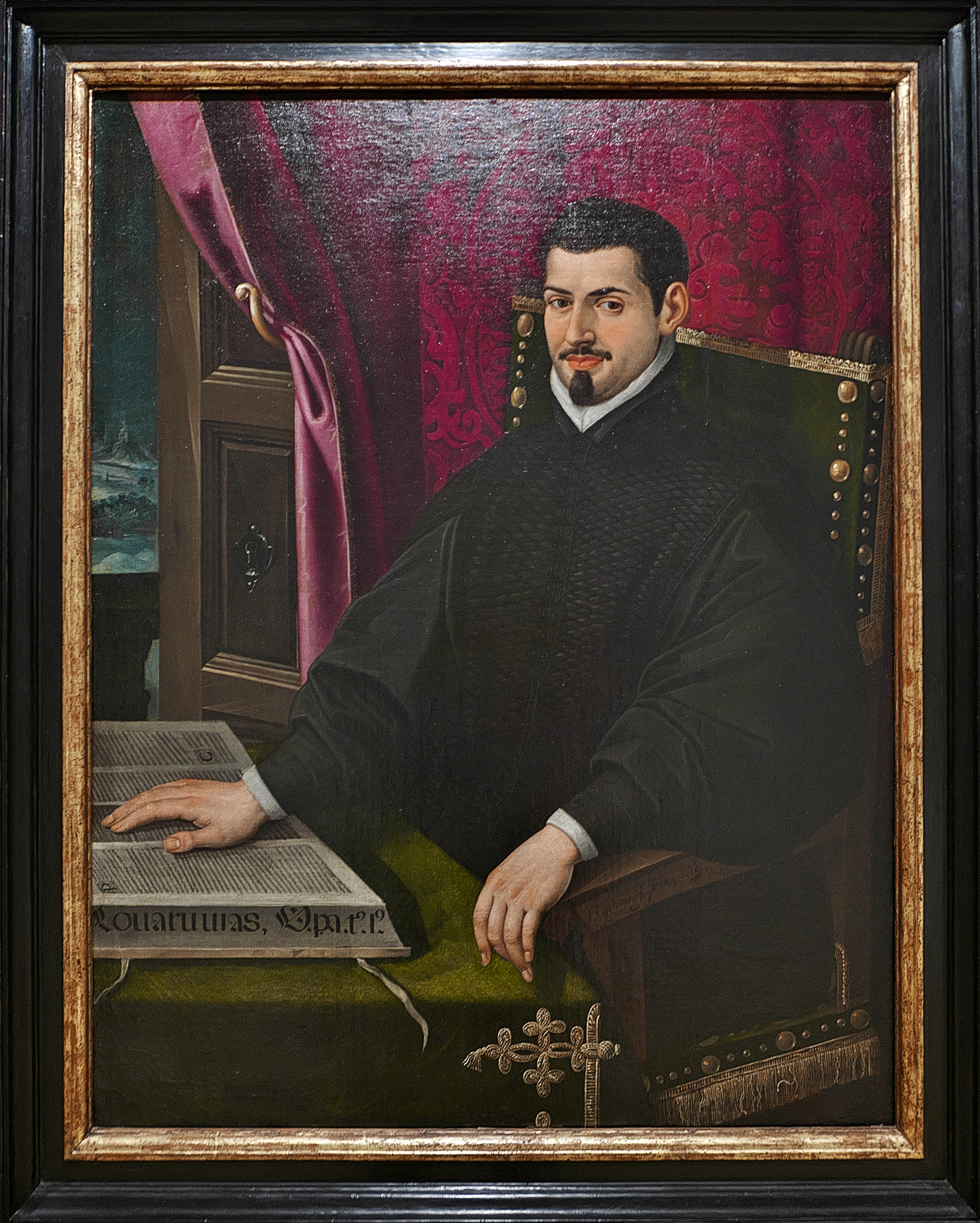
سباستيان دي كوفاروباياس بريشة خوان باوتيستا دي إسبينوسا.

كانت نية المؤلف التي أعلنها من هذا العمل هو إعداد قاموس اشتقاقي لغوي يتعمق في أصل المفردات الإسبانية على غرار قاموس أصول الكلمات (Etymologiae (621-612 للقديس إيزيدور الإشبيلي الذي فعل نفس الشئ للغة اللاتينية.
وقد استند كوفاروباياس إلى النظرية التقليدية والتي كانت موجودة بالفعل لدى القديس إيزيدور وهي أن الشكل الأصلي للكلمة مرتبط بمعناها الأصلي. لذلك فإن البحث في أصل الكلمة (مما اشتُقت) يعني اكتشاف أصل الأشياء ومعناها العميق.
كانت جودة الاشتقاقات التي اقترحها كوفاروباياس في قاموسه متماشيةً مع عصره الذي كان يميل إلى الاشتقاقات الخيالية والمبالغ فيها.
كما اهتم كوفاروباياس بالبحث عن اشتقاقات عبرية في اللغة القشتالية وذلك للاعتقاد السائد حينها بأن اللغة العبرية هي لغة البشرية الأولى التي سبقت تشويش اللغات الذي حدث في برج بابل، وبالتالي فإن اللغة الأقرب إلى العبرية ستكون أكثر كمالًا وأقل فسادًا.
كما استلهم كوفاروباياس من أحدث أعمال مؤلفوا المعاجم من الدول الأخرى، مثل: القاموس الغني جدًا للغة الإسبانية والفرنسية (باريس، 1606) لمؤلفه جان باليت، أو قاموس كنز اللغة الفرنسية لجان نيكوت (باريس، 1609)، وأوضح بلتاسار سباستيان نافارو دي أرويتا في "الرسالة التمهيدية للكنز" أن هدف كوفاروباياس كان: "تعريف الأجانب باللغة الإسبانية وخصائصها وأناقتها، وهو شرف عظيم جدًا للأمة الإسبانية." 
ووفقًا لخوان ميجيل لوبي بلانش فإن الكنز (قاموس كنز اللغة الإسبانية): "يجمع بين دراسة الأصل اللغوي للكلمة وبين الدراسة الموسوعية لتاريخها وتاريخ ما تشير إليه".
ولذلك وعلى عكس ما هو شائع في المعاجم الحديثة التي ترى أن المعجم يجب أن يركز على المعلومات اللغوية فقط، أي تحديد وتعريف معاني الكلمات دون التطرق إلى وصفها أو سرد خصائص الشئ الحقيقي الذي تمثله الكلمة، فلا يُقدم الكنز معلومات لغوية بحتة فقط بل ثروة من المعلومات الموسوعية.
بالإضافة إلى ذلك، وكما جرت العادة في ذلك العصر فيشمل الكنز أسماء الأعلام، مثل: الأسماء الشخصية، وأسماء الأماكن والجبال وغيرها) والذي يقدم معلومات وفيرة عنها.
من أكثر الخصائص التي يتم الإشارة إليها كثيرًا في الكنز هو الأسلوب الشخصي الذي يستخدمه المؤلف فيه. فيستخدم كوفاروباياس ضمير المتكلم في مقالاته بشكل متكرر حيث يعبر عن آراءه ويتوسع في الاستطراد ويروي قصصًا وحكايات خاصة به أو مستمدة من الآخرين.

## البنية الكلية
تتألف البنية الكلية (تنظيم المفردات المُضَمنة في القاموس) من حوالي 11,000 مدخل معجمي (أي من 11,000 تعريف للكلمات). وإذا أضفنا الكلمات التي لا تمتلك مدخلًا أو تعريفًا خاصًا بها لكنها تُعرّف ضمن مقالات خاصة بكلمات أخرى، يرتفع العدد إلى حوالي 17,000 كلمة وفقًا لما ذكره مارتين دي ريكر. والخصائص الرئيسية للبنية الكلية هي: 
- التنقلات المفاجئة والتناقضات في الترتيب الأبجدي. فإن عدم الاستقرار على قواعد الإملاء الذي كان سائدًا في الفترة التي سبقت وضع قواعد اللغة الإسبانية من قِبَل الأكاديمية الملكية الإسبانية يزيد من الفوضى في هذا الجانب، حيث يمكن أن تظهر الكلمة نفسها مع تعريفٍ لها في مواضع متعددة ولكنها مكتوبة بطرق مختلفة. وعلى الرغم من أن كوفاروباياس كان يؤيد اتباع المعايير الصوتية في الإملاء (معيار يعتمد على كتابة الكلمات كما تُنطق)، إلا أنه لم يكن دائمًا ملتزمًا بها بشكل كامل.
- النظرة الشمولية للمعجم، حيث يضم القاموس كلمات عامية (خاصة من قشتالة القديمة، وطليطلة، والأندلس)، وتعبيرات دارجة، ومصطلحات تقنية، ومصطلحات قديمة، وغيرها.
- التفاوت في طول المقالات، حيث يتراوح طول المقالات من بضعة أسطر إلى ثماني صفحات، لكن معظمها ما بين عشرة أو عشرين سطرًا.
- في بعض الأحيان ينظم كوفاروباياس الكلمات في عائلات لغوية حيث يُدرج في القاموس فقط الكلمة التي يعتبرها جذر الكلمات الأخرى. ولذلك فبقية الكلمات لا تمتلك مداخل خاصة بها، مما قد يجعل عملية البحث أكثر صعوبة.
- في التعامل مع الكلمات متعددة المعاني، يقدم أحيانًا مقالات منفصلة لكل معنى من معاني الكلمة، وفي أحيان أخرى يجمع جميع المعاني في نفس المدخل.
- غالبًا ما يتعامل مع الاختلافات في طريقة كتابة أو نطق نفس المصطلح عن طريق إحالة القارئ من مدخل كلمة إلى آخر يحتوي على شكلها الآخر، ولكن في بعض الحالات يدمجها معًا في المدخل نفسه دون التفريق بينهما.

## التنظيم الداخلي

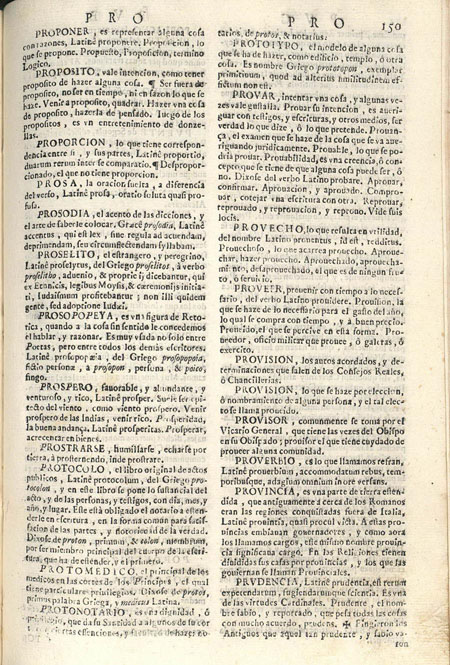
صفحة من كتاب "الكنز".

تتميز البنية الداخلية في الكنز (التنظيم الداخلي لكل مقال أو مدخل لغوي) بتنوع كبير ومزيج من المعلومات اللغوية والموسوعية. وفيما يتعلق بالجانب اللغوي نجد:
- تعريف الكلمة
- المراجع الأدبية التي تؤيد استخدام الكلمة
- الكلمات المرادفة للكلمة في اللاتينية
- الاشتقاق
- الأمثال أو التراكيب اللغوية التي تُستخدم فيها الكلمة
- المشتقات اللغوية والكلمات الأخرى التي تنتمي إلى نفس العائلة

أما المعلومات الموسوعية فتشمل شروحات عن الشئ الذي تشير إليه الكلمة، وقضايا متعلقة بالرمزية، ونصوصًا متنوعة توضح الموضوع (أدبية، علمية، عقائدية، إلخ)، بالإضافة إلى أحكام أخلاقية وحقائق طريفة، وغيرها.
ومع ذلك، من الشائع ألا تحتوي كل مقالة على جميع هذه العناصر، بل تضم بعضها فقط. وأكثر العناصر شيوعًا هما التعريف والأصل الاشتقاقي.

## المُلحق
بين أواخر عام 1611 وأوائل 1612، بدأ كوفاروباياس في العمل على ما سيكون المُلحق لِـ"كنز اللغة الإسبانية أو القشتالية". في هذا المُلحق بدأ بإضافة كلمات جديدة وتوسيع المقالات التي كانت قد أُدرجت بالفعل في العمل. يتكون المُلحق من 2,179 مقالًا أغلبها تتعلق بأسماء الأعلام لذلك لا تُعد معلومات لغوية، بينما ينتمي 429 مقالًا فقط إلى المفردات العامة، منها 219 مدخلًا جديدًا لم يكن في العمل. وإن ما يميز هذا المُلحق بشكل خاص هو الاهتمام بالألفاظ القديمة ومصطلحات التقنيات المتخصصة.

## مصادر كوفاروباياس

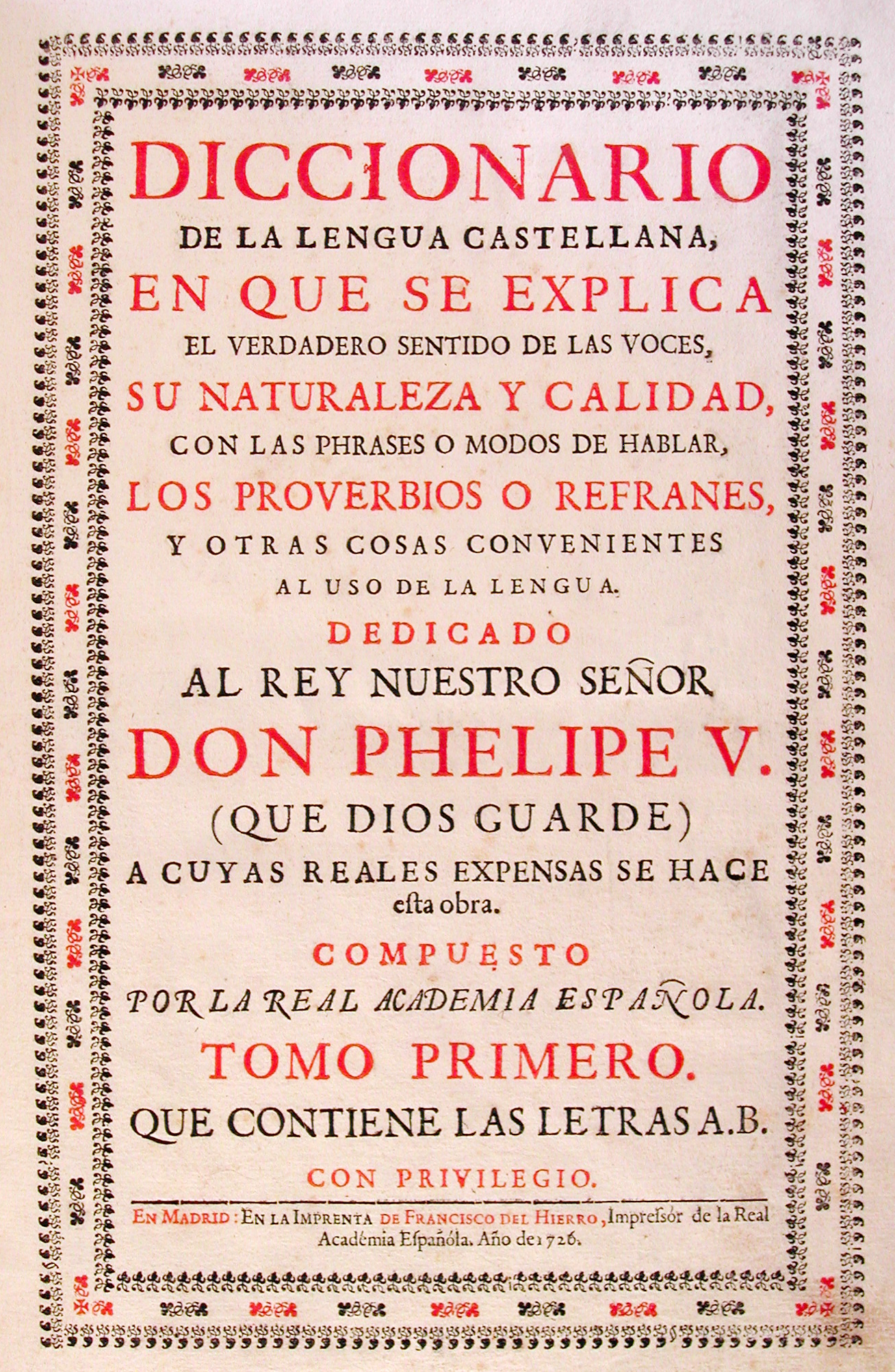
أخذت الأكاديمية الملكية الإسبانية (RAE) بعين الاعتبار كتاب "الكنز" عند إعدادها لقاموس السلطات (Diccionario de Autoridades).